# Neznámý kníže
Neznámý kníže (srbsky непознати архонт/кнез, nepoznati arhont/knez), neimenovani srbski arhont (neimenovani српски архонт, neimenovani srpski arhont) nebo jednoduše arhont Srb (архонт Србин, arhont Srbin) byl srbský kníže, který podle záznamů byzantského císaře Konstantina VII. Porfyrogennéta v knize De Administrando Imperio za vlády císaře Herakleia (vládl 610–641) přivedl Srby z jejich původní vlasti na Balkán. Konstantin tvrdí, že byl pradědečkem první srbské vládnoucí dynastie Vlastimirovićů a že zemřel ještě před osídlením Bulhary (680). Srbská historiografie jej často považuje za prvního srbského panovníka.

## Příchod Srbů na Balkán

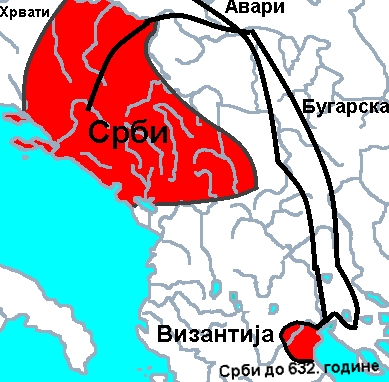
Příchod neznámého knížete a Srbů na Balkán

Podle spisu Konstantina VII Porfyrogenneta bratři – knížata, jejichž jména nezaznamenal, rozdělili Srby v jejich původní vlasti na dvě skupiny. Jeden z nich odvedl svou skupinu na Balkán, kde tehdy vládl císař Herakleios (610–641). Po svém příchodu vládl severním (bílým) Srbům v letech 631–632 kníže Dervan nebo Drvan. Živković analýzou pramenů zúžil příchod Srbů na období mezi lety 629 a 632 nebo dokonce do roku 631. Kníže Dervan by tedy mohl být bratrem legendárního knížete Selimíra, ale jistě ne jeho otcem.
Na rozdíl od Chorvatů, o nichž Konstantin VII. píše, že během osídlování válčili s Avary, se o Srbech nezmiňuje. To ovšem neznamená, že s nimi nevedl žádný konflikt nebo válku. Král Selimír, zmiňovaný v Letopisech papeže Dukliana, tedy mohl začít vládnout Srbům na Balkáně kolem roku 631.
Území, na kterém Selimír vládl, je obtížné určit. Konstantin VII. popisuje stěhování jako cestu bez jasného cíle. Dosáhli Egejského moře a obrátili se, nějakou dobu dokonce zamýšleli vrátit se do své staré vlasti. Došli až k Bělehradu (Singidunum) a přes Dunaj a zjistili, že Avaři velmi zesílili, nebo si to z jiného důvodu rozmysleli a vrátili se. Prostřednictvím byzantského velitele Bělehradu požádali císaře, aby jim udělil nějaké další území. Císař jim vyhověl a začal je usazovat v Dalmácii, která byla zpustošeno a vysídleno avarskými nájezdy.

## Vláda legendárního Selimíra
Předpoklad, že Srbové žili od svého příchodu na Balkán až do 9. století v kmenových společenstvích, pravděpodobně není pravdivý. Zdá se, že již před koncem Selimírovy vlády měli všechny prvky státnosti, které měli Bulhaři v roce 680, kdy již údajně měli vlastní stát. Za vlády prvního srbského knížete na Balkáně žily nejméně tři skupiny obyvatel: příslušníci srbského kmenového svazu, kteří sem přišli v roce 631, příbuzní Slované, kteří se sem přistěhovali před Srby, a zbytky Byzantinců a domorodců, kteří se stáhli především do horských oblastí a opevněných měst u moře. V „Letopisech papeže Dukljanina“ se o Selimírovi píše, že ačkoli byl pohan a barbar, žil s křesťany v míru a nepronásledoval je, ale museli mu platit tribut.
Podle Konstantina VII. zemřel první vládce Srbů na Balkáně v neznámé době, ale před rokem 680. Letopisy papeže Dukljanina jsou přesnější a uvádějí, že zemřel v 21. roce své vlády. Pokud je informace o jeho příchodu na Balkán v roce 631 přesná, vládl přibližně do roku 652, což je docela pravděpodobné.
Z Konstantinových spisů vyplývá, že první srbská vládnoucí dynastie Vlastimirovićů pocházela od vůdce stěhování na Balkán a jeho prostřednictvím od neznámého knížete severních Srbů v dnešním Lužickém Srbsku.

## Christianizace
Konstantin VII. ve spise De Administrando Imperio píše o první christianizaci Srbů, která prý proběhla hned po jejich příchodu za vlády císaře Herakleia (632–641). Christianizace mohla být Konstantinovým výmyslem, nebo byla skutečná, ale nezanechala po sobě žádné viditelné stopy. Srbové v té době, stejně jako ostatní slovanské národy, stále věřili ve své bohy Peruna, Svantovíta a další, nikoli v jediného křesťanského boha.